# Emilio Ogñénovich
Emilio Ogñenovich (Olavarría, Buenos Aires; 25 de enero de 1923 - Mercedes, Buenos Aires; 29 de enero de 2011) fue el arzobispo emérito de la Arquidiócesis de Mercedes-Luján.
Falleció a los 88 años en Mercedes. Sus restos fueron velados en la catedral de Mercedes.

## Biografía
Emilio Ogñenovich nació en Olavarría, provincia de Buenos Aires, el 25 de enero de 1923 en el seno de una familia de origen croata y montenegrino. Fue ordenado sacerdote el 17 de diciembre de 1949 en la Basílica de Luján, por Monseñor Anunciado Serafini, obispo de Mercedes. Fue párroco de Trenque Lauquen hasta 1975, cuando asumió como vicario general de Bahía Blanca. Fue elegido obispo titular de Mibiarca y auxiliar de Bahía Blanca el 1 de octubre de 1979 por Juan Pablo II; ordenado obispo el 18 de noviembre de 1979 en la catedral de Bahía Blanca, por Monseñor Jorge Mayer, arzobispo de Bahía Blanca (co-consagrantes Monseñor Alejo Benedicto Gilligan, obispo de Nueve de Julio y Monseñor Rómulo García, obispo de Mar del Plata); trasladado como obispo de Mercedes-Luján el 8 de junio de 1982; tomó posesión de la sede el 10 de junio de 1982; elevada la sede a arquidiócesis de Mercedes-Luján es promovido a arzobispo de la misma sede el 21 de noviembre de 1997. Renunció por edad el 7 de marzo de 2000. Lema episcopal: "In nomine tuo"
A Emilio Ogñenovich se lo puede clasificar dentro del sector más conservador de la Iglesia católica argentina. En 1987, como obispo de Mercedes, Ogñenovich organizó una procesión a Plaza de Mayo encabezada por la Virgen de Luján, en contra de la ley de divorcio impulsada por el presidente Raúl Alfonsín. Ante la escasa cantidad de asistentes, Ogñenovich acusó a los obispos ausentes de haber traicionado el compromiso.
En la campaña a la gobernación de Carlos Ruckauf de 1999, Moseñor Ogñenovich participó de un aviso publicitario en donde apoyaba a Ruckauf. Además Ogñenovich, había acusado a la candidata competidora de Ruckauf, Graciela Fernández Meijide, de haber firmado un proyecto en favor del aborto.
El deceso del prelado fue confirmado por el obispo de esa diócesis, Agustín Radrizzani, quien señaló que "regresó a la Casa del Padre el que fuera cuarto pastor de nuestra Arquidiócesis".
| Predecesor: Luis Juan Tomé | Obispo de Mercedes (1982-1989)/Obispo de Mercedes-Luján (1989-1997)/Arzobispo de Mercedes-Luján (1997-2000) 1982 - 2000 | Sucesor: Rubén Héctor Di Monte |